# La terra oblidada pel temps
La terra oblidada pel temps (original: The Land That Time Forgot) és una pel·lícula estatunidenco-britànica dirigida per Kevin Connor, estrenada el 1975. Ha estat doblada al català.
La història és l'adaptació d'una novel·la homònima d'Edgar Rice Burroughs, el primer de la trilogia del Cicle de Caspak. El guió ha estat adaptat per l'autor de fantàsia Michael Moorcock.

## Argument
Durant l'any 1916, els supervivents d'un vaixell mercant enfonsat per un submarí s'han apoderat d'aquest últim i s'apropen sobre l'illa de Caprona. Els supervivents descobreixen un món prehistòric, poblat de dinosaures i d'homes primitius.

## Repartiment
- Doug McClure: Bowen Tyler
- John McEnery: Capità Von Schoenvorts
- Susan Penhaligon: Lisa Clayton
- Keith Barron: Bradley
- Anthony Ainley: Dietz
- Bobby Parr: Ahm
- Declan Mulholland: Olson